# Nebmaatre
Nebmaatre tên prenomen của một vị vua được chứng thực nghèo nàn thuộc thời kỳ Chuyển tiếp thứ Hai của Ai Cập cổ đại. Nebmaatre có thể là một thành viên thuộc giai đoạn đầu của vương triều thứ 17 và như vậy sẽ cai trị vùng đất Thebes. Mặt khác, Jürgen von Beckerath tin rằng Nebmaatre là một vị vua thuộc giai đoạn cuối của vương triều thứ 16.

## Chứng thực
Tên prenomen Nebmaatre được chứng thực trên một đầu rìu bằng đồng phát hiện trong một ngôi mộ tại Mostagedda ở miền Trung Ai Cập và ngày nay nằm tại bảo tàng Anh dưới số danh mục BM EA 63224. Tên prenomen này còn được khắc trên một tấm bùa hộ mạng bằng đá steatite đen miêu tả một con sư tử không rõ nguồn gốc và ngày nay nằm tại bảo tàng Petrie dưới số danh mục 11587. Tuy nhiên, việc ai là chủ nhân của những hiện vật này có phần không chắc chắn bởi vì tên prenomen của Amenhotep III cũng là Nebmaatre. Tuy vậy, chiếc đầu rìu có thể được xác định niên đại là vào giai đoạn cuối của thời kỳ Chuyển tiếp thứ Hai dựa trên phong cách kẹp gỗ và xuất xứ trong khi theo Flinders Petrie tấm bùa hộ mạng lại có chất lượng quá thô để có thể quy cho Amenhotep III. Thay vào đó Petrie đề xuất rằng tấm bùa hộ mệnh được quy cho Ibi, một vị vua ít được biết đến thuộc giai đoạn cuối của vương triều thứ 13 mà cũng có prenomen được lưu giữ một phần trong cuộn giấy cói Turin là "[...]maatre". Tuy nhiên, nghiên cứu mới gầy đây của Kim Ryholt đối với cuộn giấy cói Turin đã loại bỏ khả năng này vì một nét thẳng đứng nằm trong khoảng trống ngay phía trước "maatre" loại trừ khả năng là chữ tượng hình "neb".

## Vị trí trong biên niên sử
Vị trí trong biên niên sử của Nebmaatre thuộc giai đoạn chuyển tiếp thứ Hai là cực kỳ không chắc chắn. Nhà Ai Cập học Jürgen von Beckerath đề xuất rằng Nebmaatre là một vị vua thuộc một vương triều kép 15-16, mà ông ta xem như là một dòng dõi các vị vua hoàn toàn là người Hyksos. Mặt khác, Kim Ryholt nêu ra giả thuyết cho rằng Nebmaatre là một vị vua thuộc về vương triều thứ 17, mặc dù vậy ông ta lại không xác định vị trí của ông trong vương triều này.
 Sự xác định niên đại của Ryholt dựa trên quan sát rằng những đầu lưỡi rìu có mang tên của Nebmaatre được tìm thấy trong một ngôi mộ thuộc về nền văn hóa mộ chảo. Những cư dân của nền văn hóa mộ chảo là các lính đánh thuê người Nubia được các vị vua thuộc vương triều thứ Mười Bảy của Ai Cập tuyển mộ cho các cuộc chiến chống lại kẻ thù Hyksos của họ. Nhà Ai Cập học Darrell Baker chỉ ra rằng những vị vua Thebes của thời kì này quả thực có thể đã cung cấp những vũ khí như vậy cho các lính đánh thuê của mình.

## Những người Ai Cập khác cùng tên Nebmaatre
- Nebmaatre là tên prenomen của pharaon Amenhotep III thuộc vương triều thứ Mười Tám của Ai Cập, triều đại của ông ta đánh dấu đỉnh cao quyền lực của Ai Cập.
- Một hoàng tử của vương triều thứ 20 và là Tư tế tối cao của Ra ở Heliopolis cũng có tên là Nebmaatre.[10]